# Giải quần vợt Wimbledon 2019 - Đơn xe lăn quad
Đây là lần đầu tiên tổ chức nội dung đơn xe lăn quad tại Giải quần vợt Wimbledon.
Dylan Alcott là nhà vô địch đơn xe lăn quad đầu tiên tại giải, sau khi đánh bại Andrew Lapthorne tại chung kết với tỷ số 6−0, 6−2.

## Kết quả

### Từ viết tắt
| - Q = Vòng loại - WC = Đặc cách - LL = Thua cuộc may mắn - Alt = Thay thế - SE = Miễn đặc biệt | - PR = Bảo toàn thứ hạng - w/o = Thắng nhờ đối thủ rút lui trước trận đấu - r = Bỏ cuộc giữa trận đấu - d = Bị xử thua - SR = Xếp hạng đặc biệt |

### Chung kết
|  | Bán kết | Bán kết          | Bán kết | Bán kết          | Bán kết |              |   | Chung kết    | Chung kết    | Chung kết    | Chung kết    | Chung kết    |  |
|  |         |                  |         |                  |         |              |   |              |              |              |              |              |  |
|  | 1       | Dylan Alcott     | 6       | 6                |         |              |   |              |              |              |              |              |  |
|  | 1       | Dylan Alcott     | 6       | 6                |         |              |   |              |              |              |              |              |  |
|  |         | Koji Sugeno      | 3       | 4                |         |              |   |              |              |              |              |              |  |
|  |         | Koji Sugeno      | 3       | 4                | 1       | Dylan Alcott | 6 | 6            |              |              |              |              |  |
|  |         |                  |         |                  |         | Dylan Alcott | 6 | 6            |              |              |              |              |  |
|  |         |                  | WC      | Andrew Lapthorne | 0       | 2            |   |              |              |              |              |              |  |
|  | WC      | Andrew Lapthorne | WC      | Andrew Lapthorne | 0       | 2            | 7 | 6            |              |              |              |              |  |
|  | WC      | Andrew Lapthorne |         |                  |         |              | 7 | 6            |              |              |              |              |  |
|  | 2       | David Wagner     | 5       | 4                |         |              |   | Tranh hạng 3 | Tranh hạng 3 | Tranh hạng 3 | Tranh hạng 3 | Tranh hạng 3 |  |
|  | 2       | David Wagner     | 5       | 4                |         |              |   |              |              |              |              |              |  |
|  |         |                  |         |                  |         |              |   |              |              |              |              |              |  |
|  |         |                  |         |                  |         |              |   |              | Koji Sugeno  | 2            | 5            |              |  |
|  |         |                  |         |                  |         |              |   |              | Koji Sugeno  | 2            | 5            |              |  |
|  |         |                  |         |                  |         |              |   | 2            | David Wagner | 6            | 7            |              |  |